# 康乃狄克鬼屋事件
是一部2009年恐怖驚悚電影，改編自美國康乃狄克州當地真人真事超自然現象，由彼德·康維爾（Peter Cornwell）執導，演員有薇吉妮亞·麥德森（Virginia Madsen）、凱爾·加納（Kyle Gallner）和馬丁·唐納文（Martin Donovan）。

## 情節
莎拉（Sara Campbell，薇吉妮亞·麥德森飾）為治療罹患癌症的兒子麥特（Matt Campbell，凱爾·加納飾），就近搬到康乃狄克州醫院附近的古老房子，但逐漸地屋內怪事頻傳，遭遇無法解釋的超自然現象，而後發現這棟古宅有著不為人知的過去，曾經是停屍間和降靈聚會地，跨越穿梭陰陽兩界的場所，一家人即將面臨屋內隱藏的惡鬼折磨。

## 演員
| 演員            | 角色                      |
| --------------- | ------------------------- |
| 薇吉妮亞·麥德森 | 莎拉／Sara Campbell       |
| 凱爾·加納       | 麥特／Matt Campbell       |
| 馬丁·唐納文     | 彼得／Peter Campbell      |
| 阿曼達·柯魯     | 溫蒂／Wendy               |
| 艾理斯·寇迪     | Reverend Nicholas Popescu |
| Erik J. Berg    | 喬納／Jonah               |

## 製作
本片改編自1987年康乃狄克州真人真事鬼屋事件，2006年探索頻道的「鬼屋」（A Haunting）專題系列，曾模擬戲劇重現出當年鬧鬼情形。製片安德魯·特拉帕尼因緣際會看到鬼屋事件的紀錄片，便找上當年租下古宅的當事人。導演彼德·康維爾電影開拍籌畫前，尋得當年的當事者詳談發生的超自然現象，作為拍攝考究歷史的基準參考，2003年開始電影攝製過程，而場景實際拍攝地點於加拿大溫尼柏市郊。

## 康乃狄克鬼屋
此為導演無意中看到探索頻道的特輯，劇情差異:一家人一起住在康乃狄克鬼屋裡，父母一開始就發現是停屍間，睡地下室的是得癌症的主角與弟弟，父親是看到帳單因而憤怒將所有燈泡拆下來，一開始主角與弟弟非常害怕地下室的鬼魂，後來主角直接把床移到有鬼魂的地方，主角曾去姐姐的房間將他的棉被拉下床、有次更是要把姐姐托去地下室，電影中姐姐洗澡時被浴簾包住自己掙脫，劇中是媽媽被浴簾包住無法掙脫幸好姐姐來幫忙才得以掙脫，故事末端並沒有將房子燒掉、也並無找到屍體。

## 外部連結
- （英文）官方網站
- 互联网电影数据库（IMDb）上《康乃狄克鬼屋事件》的资料（英文）
- 爛番茄上《康乃狄克鬼屋事件》的資料（英文）
- AllMovie上《康乃狄克鬼屋事件》的资料（英文）
- Box Office Mojo上《康乃狄克鬼屋事件》的資料（英文）